# Kuntzig
Kuntzig [kyntsiʃ] est une commune française située dans le département de la Moselle, en région Grand Est.

## Géographie
Le village se situe à quatre kilomètres au sud-est de Yutz.

### Communes limitrophes
|      | Basse-Ham | Valmestroff |
| Yutz | Kuntzig   |             |
|      | Stuckange | Distroff    |

### Hydrographie
La commune est située dans le bassin versant du Rhin au sein du bassin Rhin-Meuse. Elle est drainée par la Bibiche.
La Bibiche, d'une longueur totale de 22,6 km, prend sa source dans la commune de Bettelainville et se jette dans la Moselle à Basse-Ham, après avoir traversé dix communes.

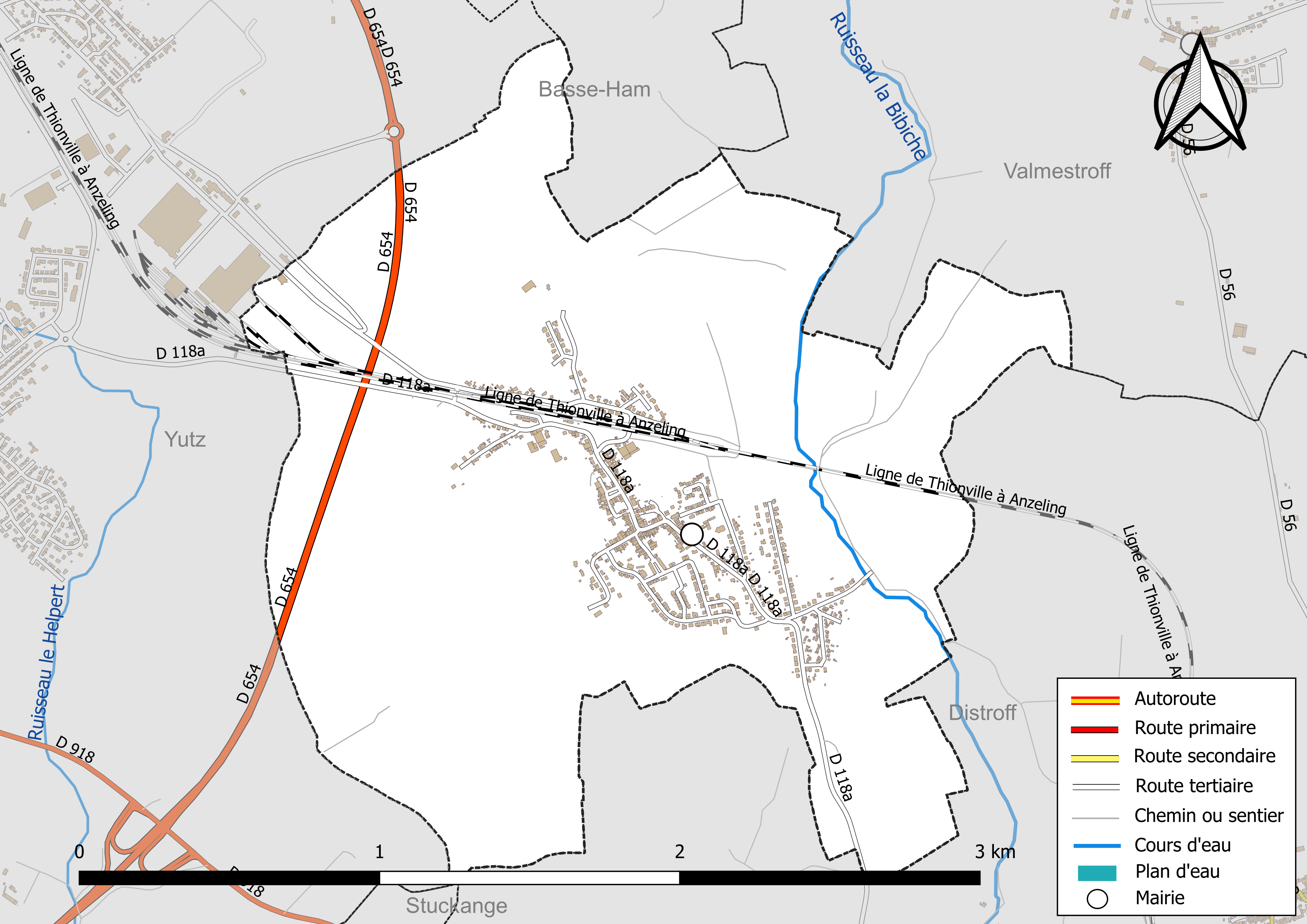
Réseaux hydrographique et routier de Kuntzig.

La qualité du ruisseau la Bibiche peut être consultée sur un site spécial géré par les agences de l’eau et l’Agence française pour la biodiversité.

### Climat
Pour des articles plus généraux, voir Climat du Grand Est et Climat de la Moselle.
En 2010, le climat de la commune est de type climat des marges montargnardes, selon une étude du Centre national de la recherche scientifique s'appuyant sur une série de données couvrant la période 1971-2000. En 2020, Météo-France publie une typologie des climats de la France métropolitaine dans laquelle la commune est exposée à un climat semi-continental et est dans la région climatique  Lorraine, plateau de Langres, Morvan, caractérisée par un hiver rude (1,5 °C), des vents modérés et des brouillards fréquents en automne et hiver. 
Pour la période 1971-2000, la température annuelle moyenne est de 9,6 °C, avec une amplitude thermique annuelle de 16,8 °C. Le cumul annuel moyen de précipitations est de 762 mm, avec 12 jours de précipitations en janvier et 9,2 jours en juillet. Pour la période 1991-2020, la température moyenne annuelle observée sur la station météorologique de Météo-France la plus proche, « Malancourt », sur la commune d'Amnéville à 12 km à vol d'oiseau, est de 10,2 °C et le cumul annuel moyen de précipitations est de 884,1 mm. 
La température maximale relevée sur cette station est de 39,3 °C, atteinte le 25 juillet 2019 ; la température minimale est de −17,9 °C, atteinte le 5 janvier 1985,,. 
Les paramètres climatiques de la commune ont été estimés pour le milieu du siècle (2041-2070) selon différents scénarios d'émission de gaz à effet de serre à partir des nouvelles projections climatiques de référence DRIAS-2020. Ils sont consultables sur un site spécial publié par Météo-France en novembre 2022.

## Urbanisme

### Typologie
Au 1er janvier 2024, Kuntzig est catégorisée bourg rural, selon la nouvelle grille communale de densité à sept niveaux définie par l'Insee en 2022.
Elle est située hors unité urbaine. Par ailleurs la commune fait partie de l'aire d'attraction de Luxembourg (partie française), dont elle est une commune de la couronne,. Cette aire, qui regroupe 115 communes, est catégorisée dans les aires de 700 000 habitants ou plus (hors Paris),.

### Occupation des sols
L'occupation des sols de la commune, telle qu'elle ressort de la base de données européenne d’occupation biophysique des sols Corine Land Cover (CLC), est marquée par l'importance des territoires agricoles (60,6 % en 2018), en diminution par rapport à 1990 (61,9 %). La répartition détaillée en 2018 est la suivante :
terres arables (31,1 %), prairies (29,4 %), forêts (21,9 %), zones urbanisées (14,5 %), zones industrielles ou commerciales et réseaux de communication (3,1 %). L'évolution de l’occupation des sols de la commune et de ses infrastructures peut être observée sur les différentes représentations cartographiques du territoire : la carte de Cassini (XVIIIe siècle), la carte d'état-major (1820-1866) et les cartes ou photos aériennes de l'IGN pour la période actuelle (1950 à aujourd'hui).

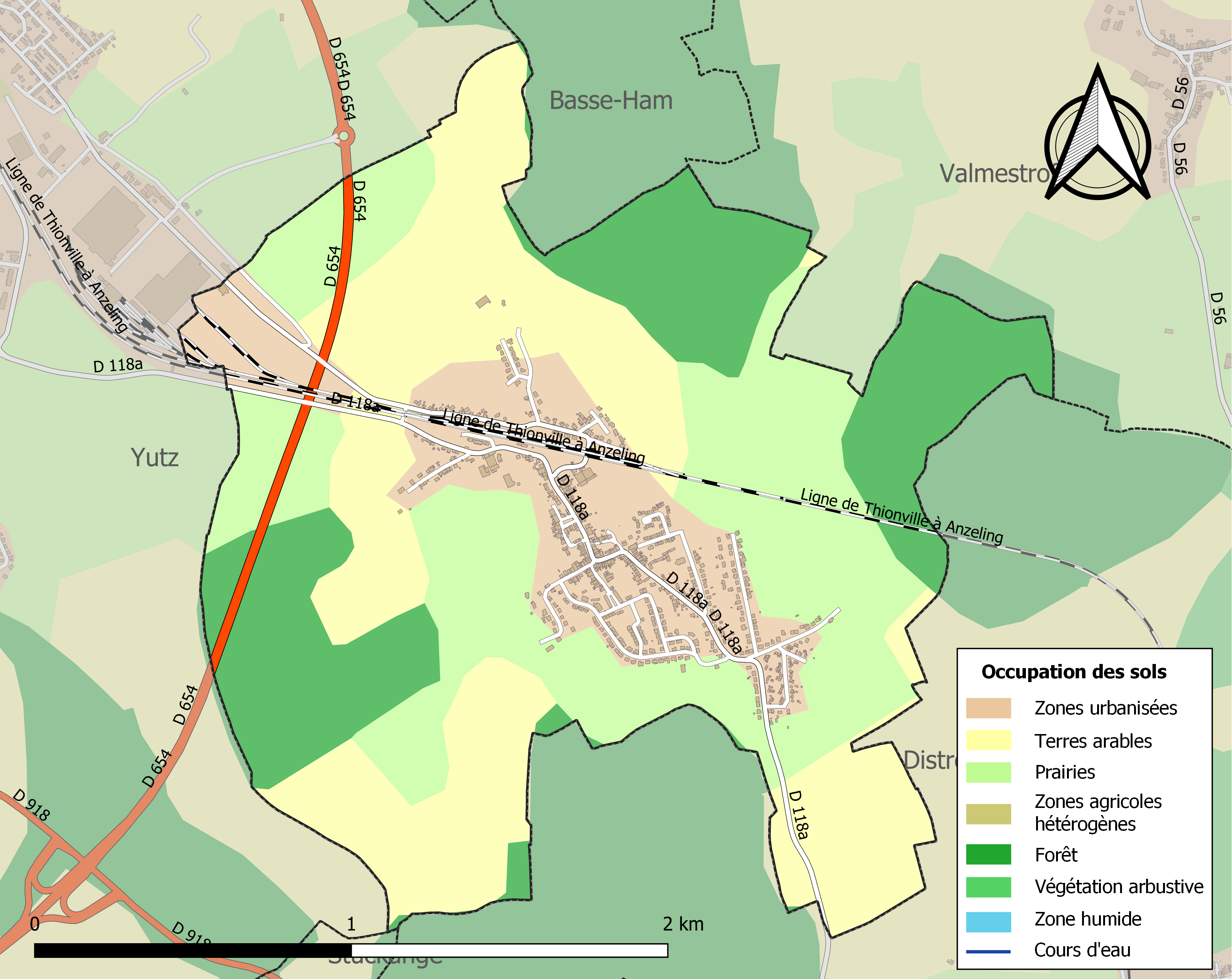
Carte des infrastructures et de l'occupation des sols de la commune en 2018 (CLC).

## Toponymie
Remarque : Attention à la possible confusion avec Clemency ou Clémency - Kënzeg - Küntzig au Grand-Duché de Luxembourg! Les toponymes attribués à 2 ou 3 endroits différents sont fréquents dans la grande région Sar-lor-lux + ! Exemples : Rédange, Bertrange, Erpeldange, Bous, Roth...
- C’est vers 792 que le nom Conziago[14] ou Kuntziago apparaît pour la première fois. Ce nom a ensuite été mentionné différemment selon les époques[15] : Cunzcun (XIIe siècle) ; Cunzinga[16], Cunsinga (1179) ; Kuntzig (1262)[14] ; Kuffencig (1355) ; Kunzich (1362)[14] ; Cuncich (1370) ; Kuntzich (1414) ; Kunezig (1429) ; Cuntzig (1450) ; Cuntzig, Kuntsig (1550-1552) ; Huntzig (1606) ; Kontzingen (1626) ; Kintzich (XVIIIe siècle) ; Quinzy (1762) ; Kuntzick (1779) ; Kentzig (carte Cassini) ; Kuntzig (1793)[17] ; Kuntzich[18] (XIXe siècle).
- En allemand standard : Künzig (1871-1918 et 1940-1944). En francique lorrain : Kënzeg et Kënzech.
- Le nom du village avait anciennement un alias français qui était Clémency[19].

## Histoire
Kuntzig faisait partie du duché de Luxembourg jusqu'en 1659, dans la seigneurie de Distroff. Puis fut annexée par la France via le traité des Pyrénées. 
Dépendait de la seigneurie de Meillbourg en 1681. Était annexe de la paroisse de Basse-Yütz.
Au début du XXe siècle, le village s’agrandit car des ateliers ferroviaires destinés à l'entretien du matériel roulant sont construits entre Yutz et Kuntzig. De nombreux ouvriers viennent alors installer leur famille à Kuntzig.
Kuntzig fut absorbée avec Stuckange par la commune de Distroff de 1811 à 1902. La commune redevenue indépendante, Stuckange y fut rattachée de 1902 à 1988.
Depuis 1996, la commune accueille un centre de loisirs (PEP 57) proposant un accueil périscolaire, des accueils de loisirs sans hébergement (ALSH), des activités structurées et des manifestations exceptionnelles. [réf. nécessaire]

## Politique et administration
| Période   | Période   | Identité          | Étiquette      | Qualité |
| --------- | --------- | ----------------- | -------------- | ------- |
| mars 1971 | mars 1995 | Jean-Claude Fiack |                |         |
| mars 1995 | mars 2001 | Robert Marciniak  |                |         |
| mars 2001 | mars 2014 | Roger Quetelard   | sans étiquette |         |
| mars 2014 | En cours  | Patrick Becker    | horizons       | Cadre   |

## Démographie
L'évolution du nombre d'habitants est connue à travers les recensements de la population effectués dans la commune depuis 1793. Pour les communes de moins de 10 000 habitants, une enquête de recensement portant sur toute la population est réalisée tous les cinq ans, les populations de référence des années intermédiaires étant quant à elles estimées par interpolation ou extrapolation. Pour la commune, le premier recensement exhaustif entrant dans le cadre du nouveau dispositif a été réalisé en 2006.

En 2022, la commune comptait 1 365 habitants, en évolution de +4,2 % par rapport à 2016 (Moselle : +0,52 %, France hors Mayotte : +2,11 %).
| 1793 | 1800 | 1806 | 1895 | 1900 | 1905 | 1910 | 1921 | 1926 |
| ---- | ---- | ---- | ---- | ---- | ---- | ---- | ---- | ---- |
| 235  | 213  | 228  | 491  | 469  | 486  | 682  | 647  | 684  |

| 1931 | 1936 | 1946 | 1954 | 1962  | 1968  | 1975  | 1982  | 1990  |
| ---- | ---- | ---- | ---- | ----- | ----- | ----- | ----- | ----- |
| 704  | 701  | 668  | 808  | 1 251 | 1 352 | 1 459 | 1 690 | 1 088 |

| 1999  | 2006  | 2011  | 2016  | 2021  | 2022  | - | - | - |
| ----- | ----- | ----- | ----- | ----- | ----- | - | - | - |
| 1 059 | 1 049 | 1 201 | 1 310 | 1 362 | 1 365 | - | - | - |

## Culture locale et patrimoine

### Lieux et monuments
- Découverte d'une stèle en pierre représentant Épona.

#### Édifice religieux

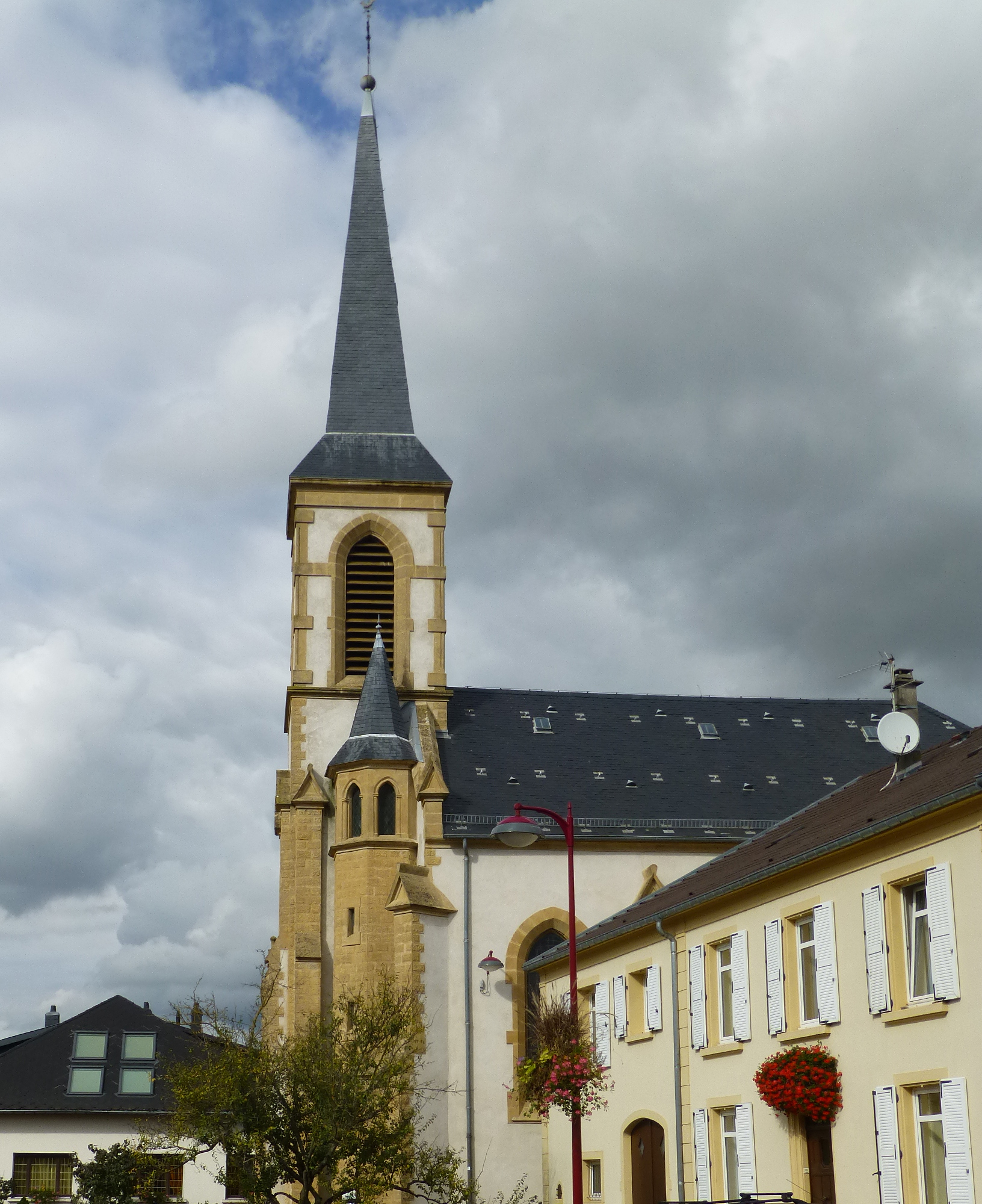
L'église de 1890 telle que peinte en blanc (état 2017)

- Église paroissiale Saint-Quirin de 1775 a été remplacée par une église néo-gothique en 1890 : bas-relief de la circoncision XVIIe siècle, construite en remplacement de la précédente située rue des écoles et encore mentionnée sur le cadastre de 1902.

### Héraldique
| Blason de Kuntzig | Blason  | Parti de gueules au chef d'argent chargé de trois fusées de sable, et d'azur à trois fasces d'or. |
| Blason de Kuntzig | Détails | Le statut officiel du blason reste à déterminer.                                                  |